# Bodenseestraße 1 (München)

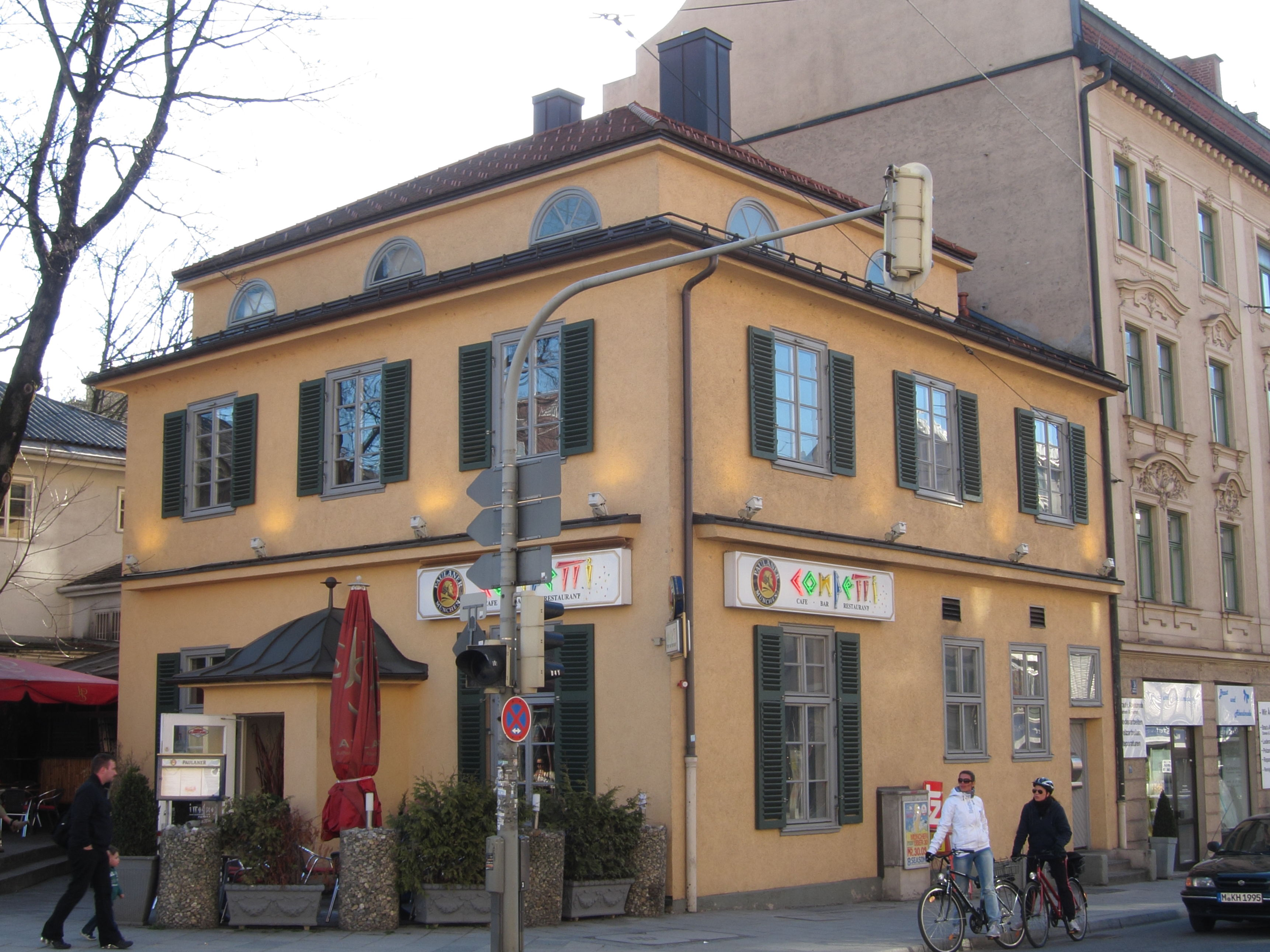
Bodenseestraße 1 im Stadtteil Pasing von München (2012, vor der Renovierung)

Das Gebäude Bodenseestraße 1 im Stadtteil Pasing der bayerischen Landeshauptstadt München wurde 1921 errichtet. Das Wohn- und Gastronomiegebäude ist ein geschütztes Baudenkmal.
Der zweigeschossige Zeltdachbau mit Mezzanin in Ecklage zur Planegger Straße und gegenüber dem Pasinger Marienplatz wurde von Josef Lang im klassizisierenden Stil errichtet. 
Das Anwesen gehört zum Ensemble ehemaliger Ortskern Pasing.